# 欧特维尔 (阿登省)
欧特维尔（法語：Hauteville，法語發音：[otvil]）是法国大東部大區阿登省的一个市镇，属于勒泰勒区。

## 地理
欧特维尔（49°35'2"N, 4°18'1"E）面积5.61 平方千米，位于法国大東部大區阿登省，该省份为法国北部内陆省份，西接埃纳省，南至马恩省，东临默兹省，北与比利时接壤。
与欧特维尔接壤的市镇（或旧市镇、城区）包括：沙普、埃克利、伊诺蒙、瑞斯蒂讷-埃尔比尼、松村。

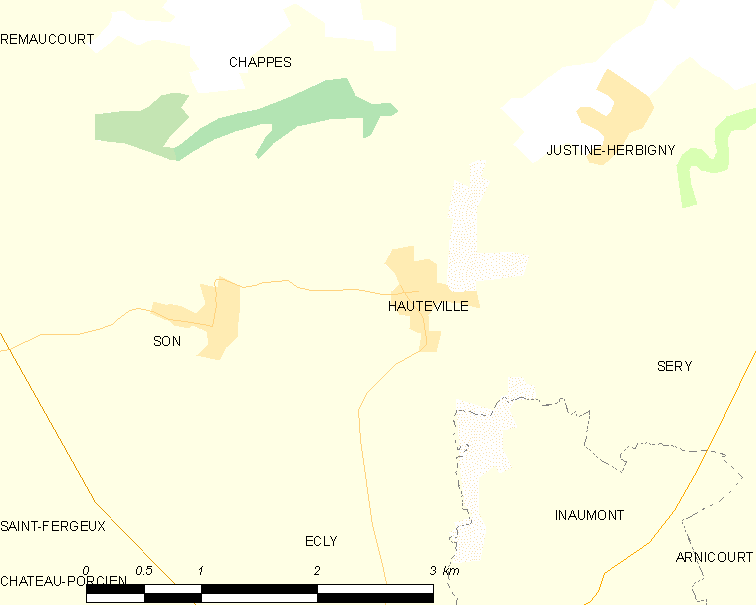
的OSM定位图

欧特维尔的时区为UTC+01:00、UTC+02:00（夏令时）。

## 行政
欧特维尔的邮政编码为08300，INSEE市镇编码为08219。

## 政治
欧特维尔所属的省级选区为波尔西安堡县。

## 人口

1962-2008年间人口变化图示

欧特维尔于2022年1月1日时的人口数量为123人。